# Las Rozas (ort i Spanien, Kantabrien)
Las Rozas är en ort i Spanien.   Den ligger i provinsen Provincia de Cantabria och regionen Kantabrien, i den norra delen av landet, 290 km norr om huvudstaden Madrid. Las Rozas ligger 841 meter över havet och antalet invånare är 331. Den ligger vid sjön Embalse del Ebro.
Terrängen runt Las Rozas är kuperad åt sydväst, men åt nordost är den platt. Runt Las Rozas är det mycket glesbefolkat, med 3 invånare per kvadratkilometer. Närmaste större samhälle är Reinosa, 9,0 km väster om Las Rozas. Omgivningarna runt Las Rozas är en mosaik av jordbruksmark och naturlig växtlighet.